# Bedřich Šťastný
Bedřich Šťastný (1. prosince 1892 Kly – 6. prosince 1960 Větrušice nebo Kly) byl český a československý politik Komunistické strany Československa a poúnorový poslanec Národního shromáždění ČSR.

## Biografie
Vystudoval mělnickou ovocnicko-zahradnickou a vinařskou školu. Působil jako redaktor a komunistický aktivista. Byl zakládajícím členem KSČ. Patřil mezi nejvýraznější postavy dělnického hnutí v jižních Čechách. Po absolvování vinařské školy v Mělníku působil až do roku 1919 v tomto městě. Pak odešel do Českých Budějovic. Zde byl redaktorem listu Jihočech. Během stávky v roce 1921 byl zatčen a po propuštění odešel na Ostravsko. Deník Národní listy ho v roce 1925 popisuje jako radikálního bolševika, který se již na počátku republiky dostal do pozornosti státních orgánů pro své aktivity při zabírání dvorů na Mělnicku. V srpnu 1925 byl zatčen spolu s komunistou Václavem Houserem pro podezření z přečinu proti zákonu na obranu republiky.
Za druhé světové války byl aktivní v odboji a byl vězněn v koncentračním táboře. Po roce 1945 se vrátil na Mělnicko, kde byl předsedou ONV.
Ve volbách roku 1948 byl zvolen do Národního shromáždění za KSČ ve volebním kraji Mladá Boleslav. V parlamentu zasedal do dubna 1952, kdy rezignoval a nahradil ho Bohumil Čihák.